# Prateep Polphantin
Prateep Polphantin (ur. 16 lipca 1926 w Bangkoku) – tajski strzelec, olimpijczyk.
Brał udział w igrzyskach olimpijskich w 1960 (Rzym). Wystąpił wówczas w konkurencji pistoletu szybkostrzelnego (25 metrów), w której zajął 34. miejsce.
W 1962 roku zdobył srebrny medal w tej samej konkurencji (z wynikiem 564 punktów) podczas Igrzysk Azjatyckich 1962. W 1967 roku zajął ósme miejsce w tej samej konkurencji podczas mistrzostw Azji (zdobył 565 punktów).

## Wyniki olimpijskie
| Igrzyska | Konkurencja                   | Wynik                 | Miejsce    | Źródło |
| -------- | ----------------------------- | --------------------- | ---------- | ------ |
| IO 1960  | Pistolet szybkostrzelny, 25 m | 565 punktów (284-281) | 34 (na 57) | [ 2 ]  |